# Campionati europei di sollevamento pesi 1981
I Campionati europei di sollevamento pesi 1981, 62ª edizione della manifestazione, si svolsero a Lilla dal 13 al 20 settembre 1981; la gara mondiale venne considerata valida anche come campionato europeo e furono classificati i tre atleti del continente col miglior piazzamento.

## Titoli in palio
| Categoria            | Eventi         | Atleti |
| -------------------- | -------------- | ------ |
| Pesi mosca           | Fino a 52 kg   | 5      |
| Pesi gallo           | Fino a 56 kg   | 9      |
| Pesi piuma           | Fino a 60 kg   | 13     |
| Pesi leggeri         | Fino a 67.5 kg | 13     |
| Pesi medi            | Fino a 75 kg   | 21     |
| Pesi massimi leggeri | Fino a 82.5 kg | 17     |
| Pesi mediomassimi    | Fino a 90 kg   | 21     |
| Pesi massimi primi   | Fino a 100 kg  | 23     |
| Pesi massimi         | Fino a 110 kg  | 12     |
| Pesi supermassimi    | Oltre i 110 kg | 8      |

## Nazioni partecipanti
Le nazioni che hanno partecipato ai campionati furono 25 per un totale di 142 atleti partecipanti. Tra parentesi i partecipanti per nazione.
- Austria (6)
- Belgio (3)
- Bulgaria (10)
- Cecoslovacchia (10)
- Danimarca (3)
- Finlandia (5)
- Francia (8)
- Germania Est (9)
- Germania Ovest (9)
- Grecia (10)
- Israele (1)
- Italia (5)
- Jugoslavia (2)
- Lussemburgo (1)
- Norvegia (5)
- Paesi Bassi (1)
- Polonia (10)
- Regno Unito (7)
- Romania (5)
- San Marino (1)
- Spagna (4)
- Svezia (5)
- Svizzera (2)
- Ungheria (10)
- Unione Sovietica (10)

## Risultati
| Evento  | Oro                | Oro      | Argento           | Argento  | Bronzo                 | Bronzo   |
| 52 kg   | 52 kg              | 52 kg    | 52 kg             | 52 kg    | 52 kg                  | 52 kg    |
| ------- | ------------------ | -------- | ----------------- | -------- | ---------------------- | -------- |
| Strappo | Kanıbek Osmonaliev | 110,0 kg | Jacek Gutowski    | 110,0 kg | Béla Oláh              | 105,0 kg |
| Slancio | Kanıbek Osmonaliev | 137,5 kg | Jacek Gutowski    | 130,0 kg | Béla Oláh              | 130,0 kg |
| Totale  | Kanıbek Osmonaliev | 247,5 kg | Jacek Gutowski    | 240,0 kg | Béla Oláh              | 235,0 kg |
| 56 kg   |                    |          |                   |          |                        |          |
| Strappo | Andreas Letz       | 120,0 kg | Anton Kodžabašev  | 117,5 kg | Nikolaj Zacharov       | 117,5 kg |
| Slancio | Anton Kodžabašev   | 155,0 kg | Andreas Letz      | 152,5 kg | Nikolaj Zacharov       | 147,5 kg |
| Totale  | Anton Kodžabašev   | 272,5 kg | Andreas Letz      | 272,5 kg | Nikolaj Zacharov       | 265,0 kg |
| 60 kg   |                    |          |                   |          |                        |          |
| Strappo | Beloslav Manolov   | 132,5 kg | Yourik Sargsyan   | 130,0 kg | Wiesław Pawluk         | 127,5 kg |
| Slancio | Beloslav Manolov   | 170,0 kg | Yourik Sargsyan   | 165,0 kg | Andreas Behm           | 157,5 kg |
| Totale  | Beloslav Manolov   | 302,5 kg | Yourik Sargsyan   | 295,0 kg | Andreas Behm           | 282,5 kg |
| 67,5 kg |                    |          |                   |          |                        |          |
| Strappo | Daniel Senet       | 150,0 kg | Joachim Kunz      | 150,0 kg | Minčo Pašov            | 147,5 kg |
| Slancio | Joachim Kunz       | 190,0 kg | Minčo Pašov       | 182,5 kg | Karl-Heinz Radschinsky | 175,0 kg |
| Totale  | Joachim Kunz       | 340,0 kg | Minčo Pašov       | 330,0 kg | Daniel Senet           | 320,0 kg |
| 75 kg   |                    |          |                   |          |                        |          |
| Strappo | Janko Rusev        | 157,5 kg | Oleksandr Pervij  | 155,0 kg | Jürgen Negwer          | 150,0 kg |
| Slancio | Janko Rusev        | 202,5 kg | Oleksandr Pervij  | 202,5 kg | Hermann Kubenka        | 190,0 kg |
| Totale  | Janko Rusev        | 360,0 kg | Oleksandr Pervij  | 357,5 kg | Jürgen Negwer          | 340,0 kg |
| 82,5 kg |                    |          |                   |          |                        |          |
| Strappo | Jurij Vardanjan    | 170,0 kg | Asen Zlatev       | 170,0 kg | Janusz Alchimowicz     | 160,0 kg |
| Slancio | Jurij Vardanjan    | 222,5 kg | Dušan Poliačik    | 210,0 kg | Asen Zlatev            | 202,5 kg |
| Totale  | Jurij Vardanjan    | 392,5 kg | Asen Zlatev       | 372,5 kg | Dušan Poliačik         | 367,5 kg |
| 90 kg   |                    |          |                   |          |                        |          |
| Strappo | Blagoj Blagoev     | 185,0 kg | Jurij Zacharevič  | 180,0 kg | Andrzej Piotrowski     | 167,5 kg |
| Slancio | Blagoj Blagoev     | 220,0 kg | Jurij Zacharevič  | 217,5 kg | Ljubomir Ušerov        | 212,5 kg |
| Totale  | Blagoj Blagoev     | 405,0 kg | Jurij Zacharevič  | 397,5 kg | Ljubomir Ušerov        | 380,0 kg |
| 100 kg  |                    |          |                   |          |                        |          |
| Strappo | Viktor Soc         | 182,5 kg | András Hlavati    | 177,5 kg | Bruno Matykiewicz      | 175,0 kg |
| Slancio | Viktor Soc         | 225,0 kg | Veselin Osikovski | 217,5 kg | Bruno Matykiewicz      | 217,5 kg |
| Totale  | Viktor Soc         | 407,5 kg | Bruno Matykiewicz | 392,5 kg | Veselin Osikovski      | 387,5 kg |
| 110 kg  |                    |          |                   |          |                        |          |
| Strappo | Vjačeslav Klokov   | 185,0 kg | Valerij Kravčuk   | 180,0 kg | Plamen Asparuhov       | 180,0 kg |
| Slancio | Valerij Kravčuk    | 235,0 kg | Anton Baraniak    | 227,5 kg | Plamen Asparuhov       | 225,0 kg |
| Totale  | Valerij Kravčuk    | 415,0 kg | Vjačeslav Klokov  | 410,0 kg | Plamen Asparuhov       | 405,0 kg |
| +110 kg |                    |          |                   |          |                        |          |
| Strappo | Anatolij Pisarenko | 187,5 kg | Rudolf Strejček   | 187,5 kg | Antonio Krăstev        | 185,0 kg |
| Slancio | Anatolij Pisarenko | 237,5 kg | Senno Salzwedel   | 237,5 kg | Tadeusz Rutkowski      | 232,5 kg |
| Totale  | Anatolij Pisarenko | 425,0 kg | Senno Salzwedel   | 417,5 kg | Tadeusz Rutkowski      | 415,0 kg |

## Medagliere

### Grandi (totale)
Riferito al totale dell'esercizio: 8 nazioni sono entrate nel medagliere.
| Posiz. | Nazione          | Oro | Argento | Bronzo | Totale |
| ------ | ---------------- | --- | ------- | ------ | ------ |
| 1      | Unione Sovietica | 5   | 4       | 1      | 10     |
| 2      | Bulgaria         | 4   | 2       | 3      | 9      |
| 3      | Germania Est     | 1   | 2       | 1      | 4      |
| 4      | Cecoslovacchia   | 0   | 1       | 1      | 2      |
| 4      | Polonia          | 0   | 1       | 1      | 2      |
| 6      | Francia          | 0   | 0       | 1      | 1      |
| 6      | Ungheria         | 0   | 0       | 1      | 1      |
| 6      | Germania Ovest   | 0   | 0       | 1      | 1      |
| Totale | Totale           | 10  | 10      | 10     | 30     |

### Grandi (totale) e Piccole (Strappo e slancio)
Riferito al totale dell'esercizio e delle due specialità: 8 nazioni sono entrate nel medagliere. 
| Posiz. | Nazione          | Oro | Argento | Bronzo | Totale |
| ------ | ---------------- | --- | ------- | ------ | ------ |
| 1      | Unione Sovietica | 15  | 11      | 3      | 29     |
| 2      | Bulgaria         | 11  | 6       | 9      | 26     |
| 3      | Germania Est     | 3   | 5       | 3      | 11     |
| 4      | Francia          | 1   | 0       | 1      | 2      |
| 5      | Cecoslovacchia   | 0   | 4       | 3      | 7      |
| 6      | Polonia          | 0   | 3       | 5      | 8      |
| 7      | Ungheria         | 0   | 1       | 3      | 4      |
| 8      | Germania Ovest   | 0   | 0       | 3      | 3      |
| Totale | Totale           | 30  | 30      | 30     | 90     |